# Rozsypek srebrzysty

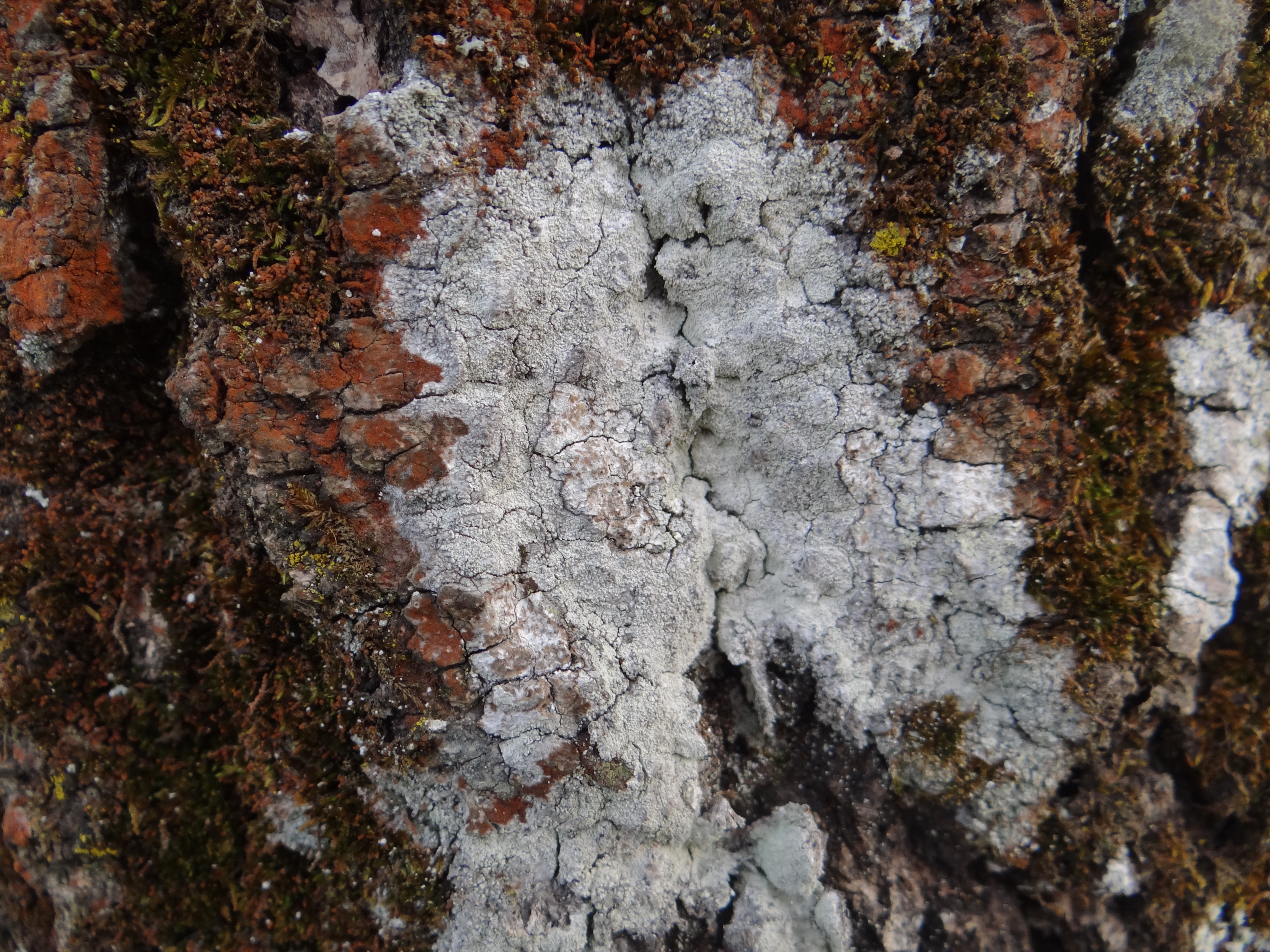

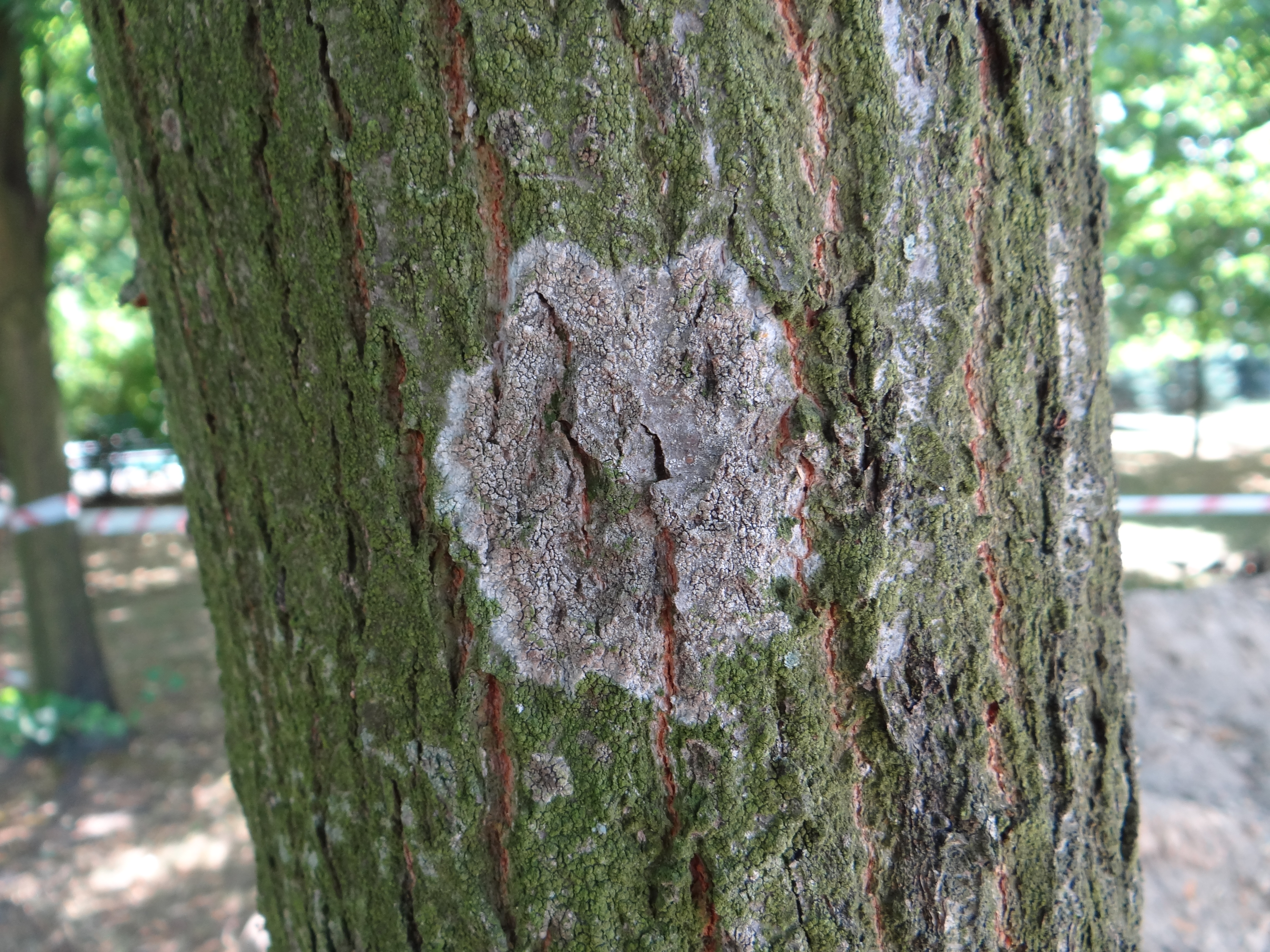
Czasami ma również czerwonawe zabarwienie

Rozsypek srebrzysty (Phlyctis argena (Ach.) Flot.) – gatunek  grzybów należący do rodziny Phlyctidaceae. Ze względu na współżycie z glonami zaliczany jest do grupy porostów.

## Systematyka i nazewnictwo
Pozycja w klasyfikacji według Index Fungorum: Phlyctidaceae, Ostropales, Ostropomycetidae, Lecanoromycetes, Pezizomycotina, Ascomycota, Fungi.
Po raz pierwszy takson ten zdiagnozował w roku 1799 Erik Acharius nadając mu nazwę Lepraria argena. Obecną, uznaną przez Index Fungorum nazwę nadał mu w roku 1997 Julius von Flotow, przenosząc go do rodzaju Phlyctis. Synonimy nazwy naukowej:

- Lecidea argena (Ach.) Ach. 1803
- Lepraria argena Ach. 1799
- Lichen argenus (Ach.) Sm. & Sowerby 1808
- Parmelia argena (Ach.) Spreng. 1827
- Pertusaria reducta Stirt. 1878
- Phlyctis erythrosora Erichsen 1939
- Thelotrema argenum (Ach.) Hepp 1860
- Urceolaria argena (Ach.) Balb. 1828
- Variolaria argena (Ach.) Turner 1839

Nazwa polska według W. Fałtynowicza.

## Charakterystyka
Tworzy skorupiastą, cienką plechę. Jej powierzchnia zazwyczaj jest nierówna, popękana i pomarszczona, rzadziej gładka i jednolita. Ma barwę białawą lub białoszarą, czasami z czerwonawym odcieniem. Na obrzeżach często występuje jaśniejsze przedplesze o szerokości ok. 1 cm. Plecha pokryta jest licznymi soraliami. Początkowo są one drobne i wgłębione, ale z czasem rozrastają się, stają się płaskie lub nieco wypukłe i zlewają się w duże płatowate skupiska o nieregularnym kształcie, które czasami pokrywają większą część plechy. Mają barwę, białawą, żółtawą lub jasnoszarą, czasami czerwonawą i grubość 90–125 μm. Kora plechy jest szara, rdzeń biały i znajdują się w nim glony protokokkoidalne o średnicy ok. 18 μm. Obłocznia ma grubość do 240 μm.
Owocniki występują bardzo rzadko. Są to apotecja lekanorowe o średnicy 0,2–0,4 mm znajdujące się na nieregularnego kształtu, spłaszczonych brodawkach z urwistkami. Mają szaroczarne i obficie białawo oprószone tarczki. Zarodniki elipsoidalne, bezbarwne o rozmiarach 60–150 × 25–50 μm. Nie posiadają spiczastych, hialinowych końców. Są wielokomórkowe i w jednym worku powstaje tylko jeden zarodnik. Pyknidy występują rzadko. Są półkuliste lub kuliste, czarne i pokryte nalotem zarodników o rozmiarach 3–3,5 × 0,75–1 μm.
Reakcje barwne: K+ żółty lub pomarańczowo czerwony, C–, KC–, P+ żółty do pomarańczowego. Kwasy porostowe: kwas norstiktowy i śladowe ilości kwasu konnorstiktowego.

## Występowanie i siedlisko
Występuje na całej półkuli północnej (w Afryce tylko w Maroku i Libii). W Europie na północy sięga  po 66,65° szerokości geograficznej (na Półwyspie Skandynawskim), w Ameryce po 61 stopień (w prowincji Quebec w Kanadzie). Występuje także na niektórych wyspach (na Azorach, Wyspach Kanaryjskich). Najbliżej równika występuje w Hongkongu i na południowo-zachodnim skrawku Półwyspu Arabskiego. Na półkuli południowej odnotowano jego występowanie tylko na Malediwach. W Polsce jest pospolity na obszarze całego kraju, zarówno na niżu, jak i w górach. Swoje szerokie rozprzestrzenienie zawdzięcza dużej odporności na zanieczyszczenia powietrza. Wyniki przeprowadzonych badań naukowych wskazują, że podczas gdy inne gatunki porostów zmniejszają swój zasięg, rozsypek srebrzysty na badanych obszarach zwiększa go.  
Występuje na drzewach rosnących na otwartych terenach, lub w świetlistych lasach. Rośnie głównie na korze drzew liściastych, na korze drzew iglastych dużo rzadziej, czasami również na drewnie i rzadko na piaskowcach. W Polsce obserwowano jego występowanie na licznych gatunkach drzew liściastych, z iglastych na jodle, modrzewiu, sośnie i jałowcu.